# Площадь Ленина (Рязань)
Площадь Ленина — главная площадь Рязани, располагается между Первомайским проспектом, улицами Соборной, Почтовой, Горького, Маяковского, Сенной.

## История
По планам генерального межевания Рязанской губернии в XVII—XVIII вв. на площади Ленина располагалась территория Ново-Чёрной посадской слободы, которая примыкала к границам г. Переяславля-Рязанского, Архиерейской Владычной слободы и всполью Троицкой и Ямской слободы.
В XVIII веке по новому регулярному плану г. Рязани на бывшей земле Ново-Чёрной слободы построили Хлебную (Новобазарная) площадь (площадь Ленина), ул. Краснорядская, Щепная (Ново-Горшечная) — (Кольцова), Хлебная (часть ул. Маяковского до ул. Кудрявцева) и часть ул. Почтовая (от площади Ленина до бывшего кинотеатра Молодежный) и Маломещанская (часть ул. Кудрявцева).
Регулярный план, утверждённый в 1780 году указом Екатерины II, предусматривал уничтожение кривых средневековых улиц, на месте которых фактически строился новый город с прямоугольной сеткой кварталов. В центре новых кварталов планировалось создание торговой площади, от которой веером расходились городские улицы — Соборная, Почтовая, Мясницкая, Хлебная, Московская, Сенная. В 1790-е годы по проекту губернского архитектора Ивана Сулакадзева на площади возвели торговые ряды в стиле классицизма. Торговали в рядах поначалу только хлебом, оттого они вместе с площадью и получили название Хлебных. Со временем площадь становится главным торговым местом города, сюда переезжает торг со старого базара (ныне площадь 26 Бакинских Комиссаров) и частично из гостиного двора на Астраханской улице. В середине XIX века площадь получает название Новобазарной.
В 1837 г. большой пожар уничтожил многие древние постройки Рязани. В районе Новобазарной площади сгорела жилая застройка Краснорядской и Почтовой улиц.
В XIX веке в память освобождения крестьян от крепостной зависимости предлагалось построить храм Александра Невского на Новобазарной площади. 7 марта 1861 г. (по старому стилю) на Новобазарной площади жителям Рязани был зачитан манифест О всемилостивейшем даровании крепостным людям прав состояния свободных сельских обывателей. На основании этого манифеста крестьяне получали личную свободу и право распоряжения своим имуществом.
Под живым впечатлением и влиянием чувств благодарности высказывались предложения построить на Новобазарной площади храм во имя святого Александра-Невского, в котором в память и благодарность к Монарху-Освободителю императору Александру II праздновались бы с особым торжеством. Многие граждане г. Рязани приняли активное участие в пожертвованиях на строительство нового храма. Храм Александра-Невского на Новобазарной площади так и не был построен.
В центре Новобазарной площади находилась часовня Александра-Невского. 4 апреля 1866 г. произошло покушение на императора и в память о чудесном спасении царя было принято решение о постройке часовни на Новобазарной площади.
На Новобазарной площади 4 апреля 1869 г. совершилось торжественное освящение часовни, которую построили в память чудесного спасения императора 4 апреля 1866 г. Часовня построена в византийском вкусе; находится в центре базарной площади, на весьма возвышенном фундаменте и окружена широкой площадкой. Внутренность часовни вполне соответствует наружному прекрасному виду. Между образами иконостаса главное место занимал образ св. Благоверного Великого князя Александра Невского.
В материалах книги Переяславль-Рязанский 1922 г. историка Дмитрия Солодовникова описывается, что в старину часовни на Новобазарной площади не было. Недалеко от места где стояла часовня Александра-Невского, направо от часовни, ставился в старые годы эшафот, на котором наказывали преступников. После наказания эшафот разбирали и увозили.
Простояла часовня Александра-Невского немногим более полувека и вскоре после Октябрьской революции была снесена.
До октябрьской революции на Новобазарной площади располагался Толкучий рынок, торговые лавки в Горшечном ряду, Съестном и Обжорном ряду, Красном ряду на ул. Краснорядская. На площади Нового базара также находились места для торговли иконами, газетами и букинистическими книгами, квасом, овощами и фруктами, мучными и хлебными продуктами. В торговых лавках Новобазарной площади ещё торговали цветами, медом, маслом, бакалеей, мебелью, мануфактурой, кожевенными и галантерейными товарами, железно-скобяными товарами, колбасными и рыбными товарами, шапками и обувью, посудой, бензином и керосином и другой мелочной продукцией.
В треугольнике Новобазарной площади, между домами и городскими каменными рядами на выходе к ул. Мясницкая (Горького) находился Толкучий рынок. Передние места треугольника на Новобазарной толкучке были выделены для торговли картузами, обувью, платьем и новым шитым бельем на вешалках и скамейках. В середине треугольника Толкучего рынка располагалось место для продажи с рук предметов и всякого старья.
В 20-х годах прошлого века на треугольнике Толкучего рынка, между ул. Горького, Краснорядская и Подбельского работал молочный рынок. В 1929 г. новый павильон Молочного рынка открыли на Екатерининской площади, вблизи бывшей церкви Екатерины Великомученицы.
В период 20—30 годов бывшая Новобазарная площадь называлась площадь Красной Армии.
В 20 годах Рязанский центральный городской рынок располагался на Сенной площади (площадь Маргелова) и Сенная ул., между ул. Каляева (Семинарская) и ул. Красной Армии (Первомайский проспект).
В рамках благоустройства улиц г. Рязани были оборудованы Красноармейские бульвары на площади Красной Армии. В 1928 г. проводились работы по перемощению мостовых на Красноармейской площади.
В 1924 году в г. Рязани начался сбор средств на памятник вождю, но так как всей необходимой суммы набрать не удалось, их направили на строительство детского санатория им. Ленина в Солотче.
В газете Рабочий клич № 104 1924 г. предлагалось установить памятник Владимиру Ленину на месте часовни Александра-Невского на Красноармейском бульваре. В 1925 г. в рамках благоустройства Красноармейской площади Губернский коммунальный отдел разработал и внес на утверждение проект на устройство на месте бывшей часовни водяного фонтана с разбивкой вокруг него цветочных клуб, газонов и декоративных насаждений.
Вернулись к вопросу о строительстве памятника Ленину только в 1932 году, когда в городе стояло уже несколько памятников Сталину. Первый памятник Ленину открыли 1 мая 1937 года, работа была выполнена скульптором Г. Алексеевым. Нынешний, всем известный памятник появился на площади Ленина в 1957 году. Автор — скульптор М. Манизер. В 1993 году памятник демонтировали по распоряжению мэра города, поставив на его место крест, который впоследствии заменили конструкцией, изображающей символику Рязани. В 1997 году памятник по решению городского правительства памятник восстановлен в прежнем виде.
В 1990-е годы была проведена реставрация торгового ряда по нечётной стороне (со стороны улицы Кольцовой), торговый ряд по чётной стороне (Краснорядская ул.) был отреставрирован в 2010-е годы.
С 2018 года начата реконструкция главной городской площади. В 2017 г. в ходе дорожных работ на площади Ленина под слоем асфальта был обнаружен замощённый участок старинной мостовой. После реконструкции площади Ленина участок старинной мостовой стал новой достопримечательностью г. Рязани.

## Архивные материалы
В газете «Приокская Правда» 27 января 1970 г. публиковались исторические данные, что  25 января 1924 г. газета Рабочий клич опубликовала постановление профсоюзных организаций г. Рязани «Построим памятник Ильичу!», в котором говорилось «возбудить от имени профсоюзов Рязанской губернии ходатайство перед пленумами губисполкома и горсовета об открытии в Рязани памятника товарищу Ленину».
В Рязанском отделении Госбанка был открыт текущий счет по приему денежных сумм на сооружение памятника Ленину в г. Рязани. В январе 1924 г. начался сбор на постройку памятника. В газете Рабочий клич почти в каждом номере помещалась информация о ходе сбора средств на строительство памятника.
Через какой период работы по подготовке строительства памятника временно были прекращены. На собранные средства было решено построить детский санаторий имени Ленина в Солотче.
В 1932 г. вопрос о памятнике Ильичу снова был выдвинут на повестку дня. В мае 1933 г. на текущий счет Рязанского отделения Госбанка поступило 14.882 руб. В октябре 1934 г. было принято постановление президиума Рязанского городского совета об организации комиссии по сооружению памятника Ленину в г. Рязани.
26 января 1937 г. президиум Рязанского горсовета своим решением закрепил участок для постройки памятника Владимиру Ильичу Ленину на площади Красной Армии в месте пересечения осей улиц Красной Армии, Революции, Подбельского и Горького.
Сооружение памятника Ленину и благоустройство прилегающей территории было возложено на городские строительные организации.
Скульптура Владимира Ленина была отлита из железобетона в Москве. Автор памятника Г. Д. Алексеев. В апреле 1937 г. сооружение памятника Ленину было закончено.
Открытие памятника состоится 1 мая — писала газета Ленинский путь 10 апреля 1937 г. Первомайская демонстрация и парад войск 1937 г. проводились уже около памятника Владимиру Ленину. Площадь где был установлен памятник, стала называться площадью имени Ленина. Первый памятник простоял 20 лет.
К 87 годовщине со дня рождения Ленина, в соответствии генеральным планом застройки Рязани, утвержденным Советом Министров РСФСР, проводилась реконструкция площади Ленина и был установлен новый памятник по проекту скульптора М. Г. Манизера. Архитектурное оформление памятника было разработано архитектором Е. И. Рогожиным.
Скульптура вождя высотой 5,5 м. отлита из бронзы ленинградским заводом Монумент-скульптура. Памятник Ленина был установлен на полированном пьедестале из красного украинского гранита высотой 6,5 метров. Торжественное открытие памятника состоялось 22 апреля 1957 г.
В газете Рязанский комсомолец 16 сентября 1956 г. публиковалась новость о закладке памятника Владимиру Ленину.
Вчера, в два часа дня, на площади имени В. И. Ленина состоялся многотысячный митинг трудящихся города Рязани, посвященный закладке памятника организатору и вождю Коммунистической партии и Советского государства Владимиру Ильичу ЛЕНИНУ.
Митинг открыл секретарь горкома КПСС тов. Н. Пахомов. На митинге с речами выступили секретарь Рязанского обкома КПСС той. А. Н. Ларионов, сварщик завода «Рязсельмаш» тов. Игонкин, секретарь горкома ВЛКСМ тов. Подтыкайлов.
В газете «Приокская Правда» 27 марта 1957 г. публиковалась новость, что специальная бригада гранитчиков Московского завода художественного литья заканчивает облицовку красным гранитом основание памятника Ленину. Блоки пиленого красного гранита поставляются в Рязань с Токовского месторасположения гранита на Украине. Этот гранит отличается высокой прочностью и хорошо полируется. После отделки Токовский гранит приобретает красную поверхность. Из такого же гранита будет сооружен пьедестал памятника Владимиру Ленину.
Работы на сооружении памятника ведут опытные мастера гранитчики Алферов, Ефимов, Гавриков, Круглов, полировщик Шавыкин.

## Транспорт
| Остановка общественного транспорта | Троллейбусы | Автобусы          | Примечание |
| ---------------------------------- | ----------- | ----------------- | ---------- |
| Площадь Ленина                     | 1, 3, 5, 10 | 7, 11, 13, 17, 23 |            |

## Примыкающие улицы
К площади Ленина примыкают ряд улиц: Сенная улица, улица Маяковского, улица Горького, Почтовая улица, Соборная улица, Краснорядская улица, улица Кольцова.